# Ricardo Bhola
Ricardo Bhola (Paramaribo, 17 maart 1959) is een Surinaams fysiotherapeut en bestuurder. Hij is sinds 2020 districtscommissaris van Paramaribo-Noordoost.

## Biografie

### Jonge jaren
Bhola werd in 1959 in 's Landshospitaal en bracht zijn kinderjaren voornamelijk door aan de Schimmelpenninckstraat, waar hij op straat en de erven veel in beweging was. In deze buurt woonden diverse bevolkingsgroepen bij elkaar.
Op zijn tiende vertrok hij naar Amsterdam in Nederland. Hij had een passie voor allerlei sporten: voetbal, tennis, judo, karate en met de opkomst ervan fitness en bodybuilding. Na zijn middelbare school ging hij eerst werken, tot hij voor zichzelf had uitgemaakt fysiotherapeut te willen worden, waar sport en mens centraal staan. Na vier jaar studeerde hij in 1985 af aan De opleiding voor Fysiotherapie Leffelaar in Amsterdam.

### Fysiotherapie
Suriname was in de jaren 1980 bijna dagelijks in het nieuws, wat hem prikkelde om weer een kijkje in zijn geboorteland te nemen. Zo begon hij in 1986 zijn loopbaan bij de Stichting Revalidatie Centrum bij het Academisch Ziekenhuis Paramaribo, waar hij dagelijks gehandicapte kinderen behandelde. In 1992 ging hij met zijn gezin naar Nederland om zich verder te kunnen scholen. Ondertussen werkte hij in Hilversum als keuringsarts voor de Luchtmobiele Brigade en in Amsterdam voor het Academisch Medisch Centrum en het Slotervaartziekenhuis. In de loop van de jaren was hij daarnaast fysiotherapeut voor de voetbalclubs Inter Moengotapoe en SV Transvaal en voor het Surinaams voetbalelftal. Van 1986 tot 1992 was hij bestuurslid van de Surinaamse Bodybuilding en Weightlifting Bond. Later was hij opnieuw betrokken bij de bond, zoals voor het theoretische deel van de kaderopleiding voor arbiters.
In 1997 keerde hij terug en ging hij het eerste jaar aan de slag voor het Diakonessenhuis in Paramaribo. Vervolgens werd hij hoofd fysiotherapie in 's Lands Hospitaal. Van 2000 tot 2003 ging hij daarnaast elk weekend met zijn collega John Kiesel naar het Streekziekenhuis Nickerie om daar zorg in de fysiotherapie te leveren. Vervolgens richtten hij en Kiesel op 12 juni 2009 Locomotorius op. Daarnaast schreven ze artikelen over gezonde levensstijl in de dagbladen en verschenen ze op radio en televisie. In de jaren 2010 werkte hij afwisselend in Suriname en in zijn eigen praktijk in Leiden, Nederland.

### Politiek
Rond 2017 kreeg hij weer meer interesse in de politiek. Door zijn grote bewondering voor Chan Santokhi sloot hij zich aan bij diens Vooruitstrevende Hervormings Partij (VHP).
Op 25 augustus 2020 werd hij geïnstalleerd als districtscommissaris (dc) van Paramaribo-Noordoost. Twee dagen later kreeg hij de sleutels overgedragen van zijn voorganger Mike Nerkust. Hij nam zich bij zijn aantreden voor, zich ook als dc in te zetten voor bewustwording op het gebied van gezondheid. Daarnaast heeft hij tijdens zijn bestuur te maken met de verwikkelingen rond de coronacrisis. Hij heeft zich in medio juni 2021 het openbaar laten vaccineren om anderen te motiveren hetzelfde te doen en herhaalde hetzelfde in januari 2022 met de boosterprik.